# Ashby St. Ledgers
Ashby St. Ledgers es un pueblo y una parroquia civil del distrito de Daventry, en el condado de Northamptonshire (Inglaterra).

## Demografía
Según el censo de 2001, Ashby St. Ledgers tenía 166 habitantes (85 varones y 81 mujeres). 39 (23,49%) de ellos eran menores de 16 años, 118 (71,08%) tenían entre 16 y 74, y 9 (5,42%) eran mayores de 74. La media de edad era de 35,34 años. De los 127 habitantes de 16 o más años, 25 (19,69%) estaban solteros, 88 (69,29%) casados, y 14 (11,02%) divorciados o viudos. 94 habitantes eran económicamente activos, 91 de ellos (96,81%) empleados y otros 3 (3,19%) desempleados. Había 3 hogares sin ocupar, 63 con residentes y 3 eran alojamientos vacacionales o segundas residencias.
| 232                         | 229 | 272 | 257 | 257 | 264 | - | - | 261 | 293 | 240 | 226 | 209 | 210 | - | 169 | 142 |
| (Fuente: Vision of Britain) |     |     |     |     |     |   |   |     |     |     |     |     |     |   |     |     |